# 委任
委任（いにん）とは、当事者の一方（委任者）が一定の行為をすることを相手方（受任者）に委託する契約。

## 民法上の委任
民法における委任（委任契約）は、当事者の一方（委任者）が法律行為をすることを相手方に委託し、相手方（受任者）がこれを承諾することを内容とする契約。日本の民法では典型契約の一種とされる（民法第643条）。委任の法的性質は諾成・無償・片務契約であるが、特約による有償委任の場合には諾成・有償・双務契約となる。
- 日本の民法は、以下で条数のみ記載する。

### 委任の意義
委任の内容は「法律行為をすること」であるが、それ以外の事務の委託も後に述べる準委任（第656条）として委任の規定が準用されるので両者の区別に実益はなく、委任は一般に他人を信頼して事務処理を委託する契約であると把握される。
現代では診療契約、弁護士依頼契約、不動産取引仲介契約など委任契約の定型化が進んでいる。

#### 労務供給契約
委任は雇用や請負などと同様に労務供給契約の一種である。
委任は他人のために労務やサービスを提供する契約であるという点で、雇用、請負、寄託ならびに事務管理と共通する。しかし、以下の点で区別される。
- 雇用との相違点
委任には雇用のような従属的関係が認められず、受任者が自らの裁量で事務を処理する点（独立性）で区別される[5][2]
- 請負との相違点
委任は請負のように仕事の完成を契約の目的としない点で区別される[5][2]。
- 寄託との相違点
委託される事務の内容が物の保管に限定されていない点で区別される。
- 事務管理との相違点
双方の合意によって他人の事務処理を行う点で区別される。

ただ、実際の具体的な契約の類型化は難しい場合が多く、特に雇用と委任とは契約内容によってはその区別が困難で明確にできないことも多い。また、寄託についても物の保管を内容とする事務処理を委託するものとみて、寄託は実質的には委任の一種であるとみる説もある。
委任と寄託や事務管理とは類型的には差異があるものの、一定の類似性が認められることから寄託や事務管理には委任の規定が準用されている（寄託につき第665条、事務管理につき第701条）。

#### 代理との関係
古くから代理は委任を内部契約として発生するものと理解され、民法もそれを想定している。しかし、雇用・請負・組合など委任以外の契約にも代理権が授与されることがあり、また、問屋や仲買人のように委任関係にありながらも代理権授与のない法律関係も存在することから、現在では委任契約と代理権授与行為（授権行為）とは区別して捉えられている。

#### 復受任
2017年改正の民法（2020年4月1日法律施行）で復受任の選任要件等の明文化が行われた。
- 受任者は、委任者の許諾を得たとき、又はやむを得ない事由があるときでなければ、復受任者を選任することができない（644条の2第1項）。
- 代理権を付与する委任において、受任者が代理権を有する復受任者を選任したときは、復受任者は、委任者に対して、その権限の範囲内において、受任者と同一の権利を有し、義務を負う（644条の2第2項）。

2017年の民法改正前も、通説は復代理に関する第104条・第105条の規定を類推適用し、委任者の許諾がある場合あるいはやむを得ない事由がある場合には復委任が認められるとし、原則として委任者は選任及び監督につき責任を負うと解していた。ただし、復代理の権限に関する第107条の類推適用については学説に争いがあり、この点について判例によれば復委任が復代理となるときは類推適用されるが、復代理とならない場合には類推適用されないとしていた（最判昭31・10・12民集10巻10号1260頁）。

#### 継続委任
委任は委任者が正常な判断能力を有しその自由意志で行うのが原則であるが、アメリカ合衆国では、予め作成され、本人が認知症や植物状態などで正常な判断能力を能力を失った場合に効力を発生する「継続委任（状）」（durable power of attorney）があり、遺言、信託、事前医療措置指示書とともに相続対策（estate planning）のセットとして作成されることが多い。

### 委任の性質
- 諾成契約
委任契約は諾成契約であり不要式契約である。他人に委任したことを記した書面を委任状といい、実際には代理権授与の証明のために委任者から受任者に交付されることも多く、取引慣行の点においても対外的な証明のために重要な書面ではあるが、委任状の交付は委任の成立要件ではない[13][14][15][3]。
- 無償契約
委任契約は原則として無償契約（無償委任）であり受任者が報酬を受け取るには特約を要する（第648条1項）。
ローマ法以来、委任を受ける行為は高尚な知的労務の提供で名誉な行為であるとの認識のもと、それに対して報酬を請求することは不名誉な行為であるとされ無償が原則とされてきた[7][16]。しかし、社会的事実においてはローマでも委任の多くは有償であり[17]、特に現代社会において委任は特約で報酬を認める有償契約（有償委任）であることが多い[3]（ただし、対価性のみとめられない多少の謝礼にとどまる場合は無償契約となる[16]）。報酬について黙示の合意も認められる[10]。また、結果の達成を報酬の条件とすることもできる[10]。なお、商法第512条に特則がある。
- 片務契約
委任契約は片務契約である。ただし、報酬の特約があり有償契約となるときは双務契約となる[1][15]。

### 公法上の制限
公法上、委任における契約自由の原則は一定の制約を受ける場合がある。
- 締結の自由の制限
医師は診療義務を拒むことができない（応召義務、医師法19条）[13][15][3]。
- 相手方の自由の制限
受任者は資格者に制限される場合がある（弁護士や建築士など）[15]。

### 委任の効力

#### 受任者の義務

##### 委任事務処理義務
受任者は契約の本旨に従い、委任された事務を処理する義務を負う。受任者の中心的義務である。なお、商行為の委任（商事委任）の場合には商法に特則がある（後述）。
- 善管注意義務
受任者は委任の事務処理を遂行する際に、受任者は善良なる管理者の注意義務をもって事に当たらなければならない。この注意義務の程度のことを善管注意義務または善管義務という（第644条）。善管注意義務の程度は受任者の職業や能力によって異なる（一定ではない）。また、委任は当事者間の信頼を基礎としており、無償である場合にもその点に違いはなく注意義務は軽減されない（この点で寄託とは異なる）[13]。ただし、無償委任については注意義務の軽減あるいは損害賠償の減額を図るべきとする学説もある[14]。
- 自ら事務を処理する義務
委任契約は当事者の信頼関係を根幹とするため、受任者は原則として自ら事務を処理する義務を負う。先述の通り、受任者が委任された事務を誰か他の人間に処理させる場合（復委任）には104条が類推適用される（通説）[9]。なお、履行補助者として他人を用いることはできる（大判大3・3・17民録20輯182頁）。

##### 付随的義務
上記の本質的な義務に対して、事務処理上必要となる付随的な事項について3つの義務が規定されている。
- 報告義務（顛末報告義務）
受任者は委任者の請求があった場合や委任契約が終了した場合には事務処理の経過を報告しなければならない（第645条）。ただ、近時の学説では一般に請求がない場合であっても委任者の利益のために報告義務を認めるべき場合があると拡張的に解されている[18]。なお、商法27条・商法557条に本条の特則がある。
- 受取物等引渡義務
受任者は委任された事務を処理することで取得した金銭などの物と果実を委任者に引き渡さねばならない（第646条1項）。復委任が同時に復代理で第107条の類推適用がある場合、復代理人が代理人に受取物を引き渡したときは本人に対する受取物引渡義務は消滅する（最判昭51・4・9民集30巻3号208頁）。
- 取得権利移転義務
受任者は委任者のために自分を主体として取得した権利も委任者に移転しなければならない（第646条2項）。

##### 金銭消費の責任
受取物等引渡義務の対象となる金銭や委任者のために使うべき金銭を勝手に消費した場合には、消費した日からの利息支払と損害賠償をする責任が課せられる（第647条）。後段の損害賠償責任については、履行期前から法定利率以上の実損害についても責任を負うことになる点

##### 費用支払義務
- で第419条1項の特則である[19][20]。

#### 委任者の義務
- 費用前払義務
委任事務の処理に費用を要するときは、委任者は受任者の請求により費用を前払をしなければならない（第649条）。
- 費用償還義務
受任者が委任事務の処理に必要と認められる費用を支出したときは、委任者に対してその立替費用及び支出日以後の利息の償還を請求することができる（第650条1項）。
- 債務代弁済義務
受任者が委任事務の処理するのに必要と認められる債務を負担したときは、委任者に対して自己に代わってその弁済をすることを請求することができる（第650条2項前段）。
- 担保供与義務
上の債務の代弁済の場合において、当該債務が弁済期にないときは、委任者に対して相当の担保を供させることができる（第650条2項後段）。

##### 損害賠償義務
受任者が事務処理にあたって損害を被った場合、受任者に過失がなければ委任者に対してその賠償を請求することができる（第650条3項）。この責任は無過失責任であり、委任者は自己に過失がなくても損害賠償義務を負う。

##### 有償委任の報酬支払義務
- 報酬支払義務の生じる場合
先述の通り歴史的な沿革から委任は原則として無償契約である[19]。よって受任者は報酬を得たければその旨の特約がある委任契約を結ばなければならない（第648条1項）。この特約がある場合、委任者は受任者に対して報酬を支払う義務を負う。委任契約において報酬を支払うという当事者間の合意（特約）が黙示的に存在するものと認められる場合、委任の性質からみて有償性が認められる場合には、受任者は報酬を請求できるものと考えられている。なお、弁護士との契約で報酬額について合意していなかった場合でも相当な額を報酬できるとした判例がある（最判昭37・2・1民集16巻2号157頁）。
- 報酬の支払時期
受任者が報酬を受けるべき場合には委任事務を履行した後でなければ請求することができない（第648条2項本文）。ただし、期間によって報酬を定めたときは624条第2項の規定が準用される（第648条2項但書）。
- 中途終了の場合
2017年改正の民法（2020年4月1日法律施行）で、受任者は、次に掲げる場合には、既にした履行の割合に応じて報酬を請求することができることとなった（第648条3項）。
  1. 委任者の責めに帰することができない事由によって委任事務の履行をすることができなくなったとき。
  2. 委任が履行の中途で終了したとき。

2017年の改正前の民法では受任者の責めに帰することができない事由によって委任事務が中途で終了した場合にのみ既にした履行の割合に応じて報酬を請求できるとされていた[8]。2017年改正の民法（2020年4月1日法律施行）では役務提供契約における報酬の横断的改正の一環として、委任者の責めに帰することができない事由によって委任事務の履行をすることができなくなった場合又は委任が履行の中途で終了した場合に拡大して既にした履行の割合に応じて報酬を請求することができることとなった[8]。
- 成果に対して報酬を支払うことを約した場合
  - 2017年改正の民法（2020年4月1日法律施行）で成果に対して報酬を支払うことを約した場合の規定が設けられた[8]。
  - 委任事務の履行により得られる成果に対して報酬を支払うことを約した場合において、その成果が引渡しを要するときは、報酬は、その成果の引渡しと同時に、支払わなければならない（第648条の2第1項）。
  - 第634条の規定は、委任事務の履行により得られる成果に対して報酬を支払うことを約した場合について準用する（第648条の2第2項）。

### 委任の終了

#### 終了原因

##### 任意解除権
- 任意解除権の意義
委任は委任者と受任者との間の個人的な信頼関係を基礎として成り立っている契約であり、この信頼関係が損なわれた場合を考慮し、民法は各当事者はいつでも委任契約を解除することができることとしている（651条1項）[22]。これを任意解除権というが、通常の解除と異なり遡及効がない解除であるため「告知」ともいわれる[23]。告知の際に理由を示す必要はない（最判昭58・9・20判時1100号55頁）。任意解除権は無償委任・有償委任を問わずに行使しうるとされ（通説）、受任者が一部について履行済の場合にも残部について解除しうる（大判大3・6・4民録20輯551頁）[24]。
- 任意解除の効果
委任は継続的契約であるため、その任意解除には継続的契約たる賃貸借の解除の効力について定めた620条の規定が準用される（652条）。したがって、その効果は将来効のみであり（620条前段）、当事者の一方に過失があったときは、その者に対する損害賠償を請求しうる（620条後段）。
当事者の一方にとって不利な時期に委任契約を解除した場合で、かつ、そのことにやむを得ない事情があるわけではない場合には損害賠償義務が生じる（651条2項）。有償委任の場合には受任者には割合的な報酬の請求が認められる[24]。
- 任意解除権の放棄
特約で任意解除権を放棄することもできる（通説）[25][26][27]。受任者の利益を目的に含む場合には解除権放棄の黙示の特約があると推定しうる（通説）[28]。当然のことながら公序良俗に反し脱法行為となる場合は解除権放棄は認められない（通説・判例。最判昭30・10・27民集9巻11号1720頁）[25][26]。なお、任意解除権を特約で放棄した場合であっても、なおやむを得ない事情があると認められるときは解除しうる（大判昭14・4・12民集18巻397頁）[27]。
- 任意解除の制限
  - 以下の場合には、契約の性質上、任意解除は制限される[27]。
    1. 委任がいわゆる従たる契約の場合（大判大6・1・20民録23輯68頁）
    2. 委任を含む混合契約の場合（最判昭56・2・5判時996号63頁）
    3. 委任が三面契約の一部となっている場合[27]

  - なお、委任は、各当事者がいつでもその解除をすることができるが（651条第1項）、2017年の改正前の651条第2項は「当事者の一方が相手方のために不利な時期に委任契約を解除したときは、相手方の損害を賠償しなければならない。ただし、やむを得ない事由があったときは、この限りでない。」としていた。この任意解除権については判例で制限等の修正が加えられていた[29]。判例では債権の取り立て委任のように委任の趣旨が受任者の利益にもあるような場合に、委任者が黙示に解除権を放棄したものとみられる事情が認められるときには、委任者の任意解除権が制限されることがあるとしていた（大判大9・4・24民録26輯562頁ほか）。その例外として受任者の利益のためにもなされた委任であっても、受任者に信頼関係を損なうような著しく不誠実な事情が認められるときは委任者は任意解除権を行使できるとされていた（最判昭40・12・17）[29]。さらに、当該契約において委任者が解除権自体を放棄したものとは解されない事情がある場合には委任者はやむをえない事由がなくても651条により解除することができるとしていた（最判昭56・1・19民集35巻1号1頁）[29]。2017年改正の民法（2020年4月1日法律施行）では「受任者が著しく不誠実な行動にでるなどやむをえない事由」の有無（最判昭40・12・17）や「委任者が委任契約の解除権自体を放棄したものとは解されない事情」の有無を問わず委任者による任意解除権の行使を認め、それにより受任者が被る不利益については委任者による損害賠償（改正後の651条第2項）で填補させる（やむを得ない事由があった場合は損害賠償も不要）という構成を採用した[29]。
- 任意解除による損害賠償
前項の規定により委任の解除をした者は、次に掲げる場合には、相手方の損害を賠償しなければならない。ただし、やむを得ない事由があったときは、この限りでない（651条第2項）。
  1. 相手方に不利な時期に委任を解除したとき。
  2. 委任者が受任者の利益（専ら報酬を得ることによるものを除く。）をも目的とする委任を解除したとき。

##### 死亡・破産・受任者後見開始
委任は当事者の死亡、破産、および受任者の後見開始（成年後見制度を参照）によっても終了する（653条）。
- 当事者の死亡
委任は当事者の死亡により終了する（653条1号）。委任契約は当事者間の信頼関係を基礎としているためである[30]。ただし、任意規定であり特約により委任を存続させることもできる[31][32]。なお、商法506条及び民事訴訟法58条に特則がある。
- 当事者の破産手続開始
破産手続開始は当事者間の信頼関係を破壊する事由となるとみることができるためである[30]。
- 受任者の後見開始
委任における当事者間の信頼関係の基礎となる受任者の経済的取引能力が否定されてしまうためである[17]。なお、委任者の後見開始は委任の終了事由ではない[30]

##### その他の終了原因
その他、契約期限の到来や事務の完了、債務不履行による解除によっても委任は終了する。

#### 終了後の処分
委任が終了した場合において、急迫の事情があるときは、受任者（その相続人、法定代理人を含む）は、委任者（その相続人、法定代理人を含む）が委任事務を処理することができるに至るまで、必要な処分をしなければならない（654条）。契約の余後効の効果とされる。

#### 対抗要件
委任の終了事由は、これを相手方に通知したとき、又は相手方がこれを知っていたときでなければ、その相手方に対抗することができない（655条）。委任が終了していることを知らないことにより、当事者が損害を受ける可能性があるためである。なお、任意解除権（651条）の行使の場合には、相手方への意思表示によって契約終了を知りうることになるので本条の適用はない。

### 準委任
準委任（じゅんいにん）とは、法律行為ではない事実行為の事務の委託することをいう。準委任にも、委任の規定が準用される（第656条）。

## 商行為の委任
商行為に関する委任関係を商事委任といい、商事委任における受任者は委任の本旨に反しない範囲内で委任を受けていない行為もすることができる（商法第505条）。 

## 行政法上の委任

### 権限の委任
- 権限の委任（事務の委任）

行政庁が他の行政機関にその権限の一部を委任すること。
委任行政庁は、権限を失い、受任行政庁が自己の名において権限を行使する。
行政法上の委任には、法律の根拠が必要である。また、権限の全部（例えば、知事が、その権限のすべてを副知事に委任）はできない。
（例１）地方自治法（第１５３条、第１６７条、第１７１条）により、市町村長や都道府県知事は、副市長村長、副知事、福祉事務所長、教育委員会、建設事務所長、支庁長、会計管理者などの同じ地方公共団体の他の行政庁や自身の補助機関（一般の職員）に、権限を委任できる。
（例２）地方教育行政の組織及び運営に関する法律（第２５条）により、教育委員会は、教育長、教育委員会事務局の職員、所管する学校の職員、博物館等の職員に、権限を委任できる。
（解説）これらの場合、委任をした市長村長や都道府県知事、教育委員会はその権限を失い、受任者は自らの名前と責任を事務を執行する。受任者が行政処分を行う場合は自己の名で処分を行うこととなり、自らが行政不服審査法の処分庁となる。ただし、行政不服審査法の審査庁は、処分庁に上級行政庁がいる場合は、その上級行政庁が審査庁となり、審査を行う。（行政不服審査法第４条）
（例）市長から道路法の道路管理者の権限を委任された建設事務所長（処分庁）が、道路占用許可の不許可処分（行政処分）を行った。これに対し、不許可とされた住民が、建設事務所長の上級行政庁である市長（審査庁）に対し、行政不服審査法に基づく審査請求を行い、建設事務所長の不許可処分の取消を願い出る場合。この場合でも、市長は道路管理者の権限を建設事務所長に委任している立場であり、道路管理者としての権限は有していないため、その意味ではあらかじめの口出し（不許可処分はやめなさいということなど）はできない。審査請求が起き、たまたま委任した者が自らの補助機関だったので、上司である市長が事後に審査するもの。仮に委任した者が自らの部下（補助機関）でない場合は、審査請求の審査庁とはならない。
- 内部委任との違い　内部委任（いわゆる専決権限を与えること）は、上記の委任とは名前は似ているがまったく異なるものである。（例）町長が、５０万円以下の支出命令の権限を、部下である課長に専決権限を与えた場合は、課長は、町長の名において支出命令できる権限を有しているのみであり、課長自らが権限を委任されたものではない。「少額のものはやりきれないので、判断を君に委ねよう。ただし、対外的にはあくまで私（町長）が行ったものであるし、当然、責任も私が取るよ」という感じである。

### 法律の委任
- 法律の委任（立法の委任）
憲法や法律が、自ら規定すべき事項を他の法形式で制定できるとすること。
政令には、特にその法律の委任がある場合を除いては、罰則を設けることができない(憲法第73条6項)。
- 委任立法
法律の委任に基づいて制定される法規。
- 委任命令
法律の個別具体的な委任に基づいて法律の内容を補充・具体化する規定を定める。法規命令に含まれる。